# Marina di Vezza
Those Barren Leaves
Marina di Vezza (titre original en anglais : Those Barren Leaves, « Ces feuillets desséchés ») est un roman satirique d'Aldous Huxley, publié en 1925.

## Origine du titre

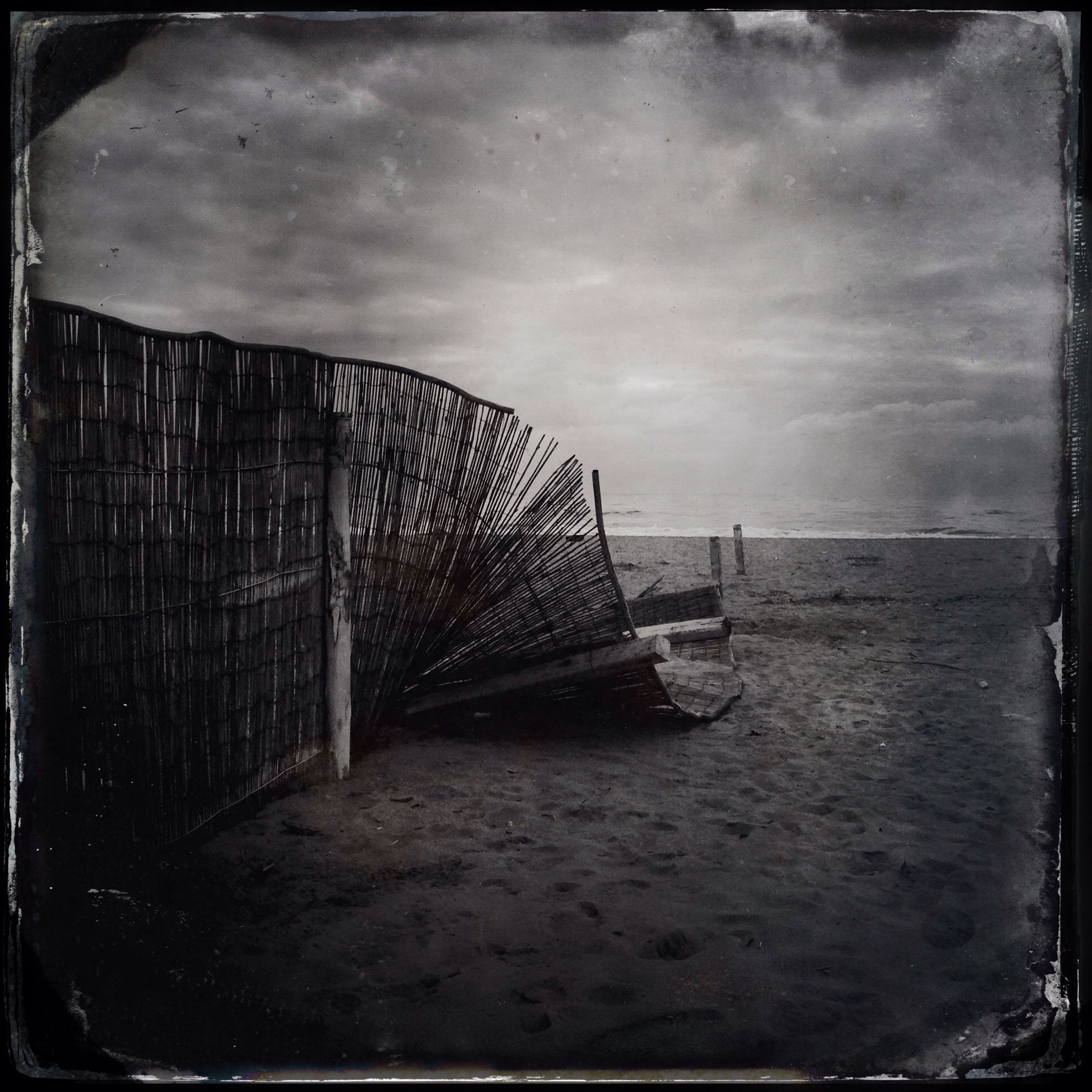
la plage de Forte dei Marmi dans les années 1920 pourrait avoir eu un aspect semblable à celui décrit dans Marina di Vezza

Son titre original provient du poème The Tables Turned (Les tables retournées) de William Wordsworth qui se termine par le quatrain suivant :
Enough of Science and of Art

Close up those barren leaves

Come forth, and bring with you a heart

That watches and receives.
Des Sciences et des Arts c'en est assez

Refermez ces feuillets desséchés

Sortez, prenez avec vous un cœur 

Qui regarde, et réceptif demeure.
Le titre français choisi par la traductrice Julia Bastin est le nom de la localité fictive de Marina di Vezza, qui correspondrait au village côtier associé à celui de Vezza, au pied des Alpes apuanes. Dans la réalité Huxley se serait inspiré pour représenter Marina di Vezza du village de Forte dei Marmi où il a séjourné dans les années 1920. La localité associée dans l'intérieur des terres est celle de Seravezza où se trouve le confluent de deux torrents (mentionnés à l'incipit du roman) la Sera et la Vezza.

## Analyse

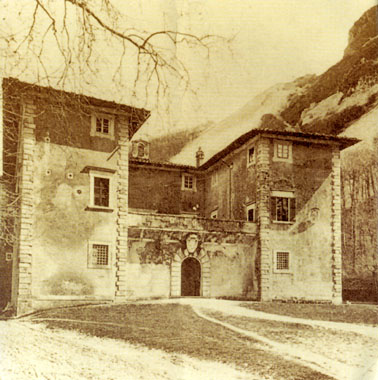
Le palais des Médicis à Serravezza a probablement servi de modèle à Huxley pour celui dans lequel se réunissent les différents personnages de son roman.

Mettant à bas les prétentions de ceux qui revendiquent une place dans l'élite culturelle, le roman raconte l'histoire de Mrs. Aldwinkle et de ses invités, réunis dans un palais italien pour faire revivre la gloire de la Renaissance. Derrière la sophistication de façade, il ne reste en dernière analyse que des individus tristes et superficiels.